# Ilyad
Ilyad est un jeu vidéo de type shoot 'em up développé et édité par Ubi Soft, sorti en 1989 sur Amiga et Amstrad CPC.

## Trame
Le baron Arkhon, tyran extraterrestre, entreprend de prendre le contrôle de la Terre en infiltrant ses agents à plusieurs époques de l’histoire à l’aide d’une technologie à voyager dans le temps. Un groupe d’hommes organise la résistance à bord de l’Ilyad, un vaisseau spatial permettant de voyager dans le temps.